# Plenum (bouwkunde)

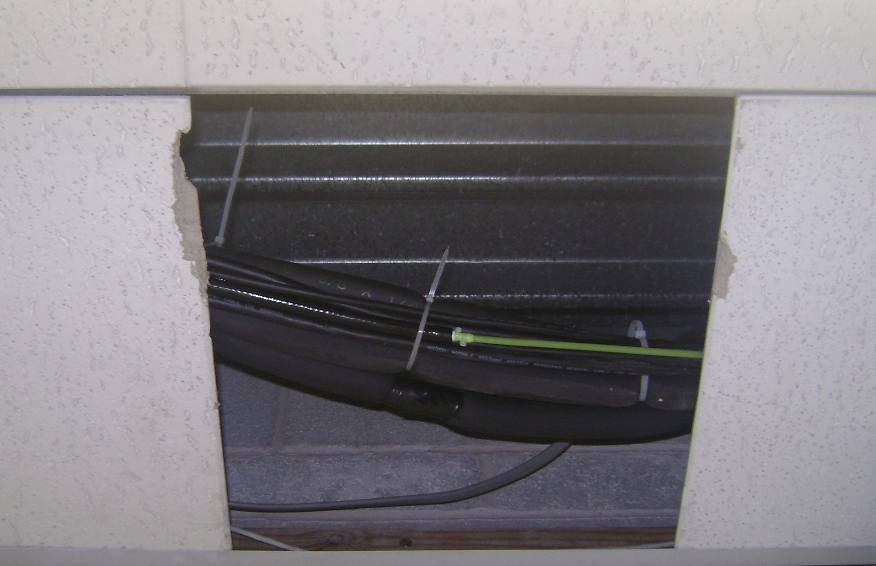
Door het verwijderen van een plafondplaat is het plenum zichtbaar geworden.

Een plenum (Latijn: plenum spatium, volle ruimte) is in de bouwkunde de ruimte die zich bevindt tussen een plafond en een systeemplafond. In enkele gevallen kan het ook de ruimte zijn tussen een vloer en een verhoogde vloer.
Het plenum wordt vaak gebruikt voor ventilatiekanalen en voor de doorvoer van elektrische kabels en andere buizen en leidingen. In geval van ventilatie komt het voor dat verse en eventueel voorbehandelde lucht via leidingen wordt aangevoerd en via andere leidingen wordt afgezogen; het komt ook voor dat het plenum zelf wordt toegepast om afgevoerde lucht doorheen te transporteren (een zogenaamd 'open plenum').

## Nadelen en gevaren
Doordat een plenum aan de waarneming onttrokken is, kunnen er dingen gebeuren die langdurig niet opgemerkt worden. Zo kunnen leidingen losschieten of doorgeknaagd worden door knaagdieren die in het plenum lopen, zonder dat het opvalt. Zo kan er kortsluiting en eventueel brand ontstaan, er kunnen valse lekken in ventilatiekanalen ontstaan. Ook kan het gebeuren dat lekkages in bijvoorbeeld rioleringsleidingen pas opgemerkt worden door stankoverlast of als zich grote plekken op het plafond aftekenen.
Als plenums van verschillende vertrekken met elkaar verbonden zijn, door een open verbinding of door ventilatiekanalen, dan kan er overlast ontstaan doordat geluiden uit het ene vertrek in het andere vertrek hoorbaar zijn, en ook kan brand zich ongemerkt zeer snel door gebouwen verplaatsen. Om het nog erger te maken kunnen leidingen in het plenum door brand aangetast worden en giftige rook geven die via het plenum naar elders wordt getransporteerd.